# عبدالحلیم حافظ

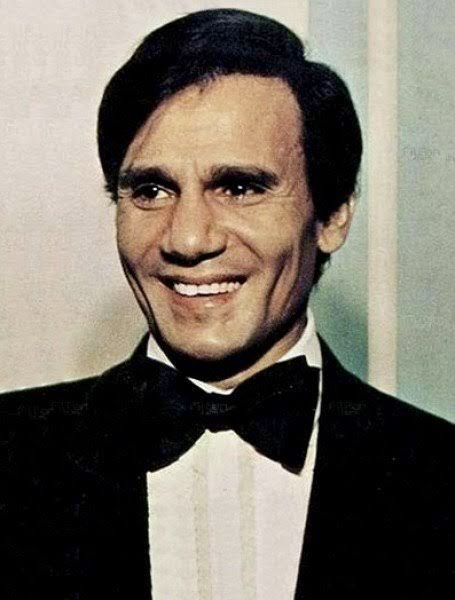
عبدالحلیم حافظ

عبدالحلیم حافظ (زادهٔ ۲۱ ژوئن ۱۹۲۹ – درگذشتهٔ ۳۰ مارس ۱۹۷۷)، خواننده و بازیگر مصری بود که در سال ۱۹۲۹ در روستای الحوات از توابع استان شرقی واقع در ۸۰ کیلومتری شمال قاهره زاده شد.
عبدالحلیم حافظ یکی از پرآوازه‌ترین و معروفترین هنرمندان مصر و جهان عرب به‌شمار می‌رود که به «اَلْعَنْدَلیبُ الْأَسْمَر» به معنای «بلبل سبزه‌رو» شهرت دارد، همچنین عبدالحلیم یادگاری است از دوران طلایی موسیقی مصر که به همراه محمد عبدالوهاب، ام کلثوم و فرید الاطرش، چهار ستون خیمه پرشکوه موسیقی مصر و جهان عرب را تشکیل می‌دهند.
در جهان عرب اکثر ترانه‌های عبدالحلیم را به عشق نافرجام او سُعاد حُسنی، ستاره سینمای مصر نسبت می‌دهند و معتقدند بسیاری از ترانه‌هایش را برای او خوانده‌است، نکته جالب اینکه سُعاد حُسنی دقیقاً در سالروز تولد عبدالحلیم در ۲۱ ژوئن در لندن درگذشت، پلیس لندن علت مرگ سعاد را خودکشی اعلام کرد.

## زندگی
در سال ۱۹۴۵ عبدالحلیم حافظ هنگامی که شانزده‌ساله بود وارد انستیتو موسیقی عرب شد و ساز ابوا را به‌عنوان ساز تخصصی انتخاب کرد. پس از دانش‌آموختگی از انستیتو، در سال ۱۹۴۸ کار حرفه‌ای موسیقی را با نوازندگی ساز ابوا در ارکستر سمفونیک رادیوی قاهره آغاز کرد و از سال۱۹۵۳ با حضور در مراسم نخستین سالگرد انقلاب مصر رسماً وارد دنیای آواز شد.
عبدالحلیم حافظ در طول زندگی ۴۸ ساله‌اش علاوه بر موسیقی در سینما هم فعالیت می‌کرد و در این مدت در ۱۶ فیلم سینمایی بازی کرد. اولین آن‌ها «لحن الوفا» و آخرین کارش در سینما «ابی فوق الشجره» فیلمی بود با همراهی بازیگر بزرگ سینمای مصر نادیا لطفی.
عبدالحلیم به دلیل بیماری شدیدی که داشت به بریتانیا اعزام شد و در سال ۱۹۷۷ در بیمارستان کینگز کالج لندن درگذشت.

## آثار
آلبوم فالگیر تنها اثر عبدالحلیم حافظ است که در سال ۱۳۸۲ از سوی انتشارات آوای باربد در ایران منتشر شد. تمامی اشعار این آلبوم سرودهٔ شاعر بزرگ جهان عرب نزار قبّانی و آهنگ‌سازی آن هم کار محمد الموجی از آهنگسازان بزرگ مصر بود.
فالگیر آخرین و شاید مشهورترین اثر آوازی عبدالحلیم حافظ است که به داستان واقعی زندگی او هم بی‌شباهت نیست. مرگ مادرش در هفته اول تولد و از دست دادن پدر در پنج‌سالگی عبدالحلیم، زندگی او دچار تغییر کرد. ماجرای عشق نافرجام او و سُعاد حُسنی ستاره سینمای مصر، تشابه بین موضوع ترانه و داستان زندگی عبدالحلیم حافظ را کامل می‌کند.
موسیقی چندبخشی و بسیار بلند فالگیر با فراز و فرودهای زیبا از شاخص‌ترین آثار جاودانه موسیقی کلاسیک مصر است.